# Wellington Burtnett
Wellington Parker Burtnett jr. (Somerville, 26 agosto 1930 – Wilmington, 21 agosto 2013) è stato un hockeista su ghiaccio statunitense.

## Palmarès

### Olimpiadi invernali
- 1 medaglia:
  - 1 argento (Cortina d'Ampezzo 1956)